# Jordbærhindbær
Jordbærhindbær (Rubus illecebrosus), også skrevet Jordbær-Hindbær, er en staude eller en halvbusk, der tilhører brombær-slægten. Den har en opret og stivgrenet vækst. Frugterne smager sødligt-fadt. Planten hører hjemme i Japan.

## Beskrivelse
Stænglerne er kantede og hårløse, men tornede. De bærer de spredtstillede blade, der er uligefinnede med lancetformede småblade. Bladranden er dobbelt savtakket, og begge bladsider er græsgrønne. 
Blomstringen sker i juli-september, hvor man finder de hvide, regelmæssige blomster siddende endestillet enten enligt eller i halvskærme. Frugterne er rundagtige, bredt kegleformede eller knudrede og lysende røde.
Rodnettet består af forveddede jordstængler, som bærer trævlede rødder og knopper til overjordiske skud. 
Højde x bredde og årlig tilvækst: 0,50 × 1 m (50 × 10 cm/år).

## Hjemsted
Planten hører hjemme i Japan, hvor den findes i plantesamfund under lyse løvskove eller i lysninger og bryn. Den kan også brede sig på ruderater og opgivet jord. 
På Takayama Experimental Site i 1.500 m højde findes planten i en 40-årig, blandet løvskov, domineret af forskellige birkearter i en bundbevoksning sammen med bl.a. Clematis stans (en skovranke-art), Fraxinus lanuginosa (en aske-art), havehortensia, haveløn, japansk kristtorn, japansk lærk, japansk røn, kalopanax, kamtjatkabirk, kinesisk elefantgræs, kurilermagnolia, palmebladet bambus, penselfyr, rødnervet løn, skrueædelgran og solcypres.

## Anvendelse
Bærrene er smukke, men bedst anvendelige som pynt på kager og desserter. Bærsmagen bliver kraftigere i et køligt klima, og plukkede bær bør ligeledes opbevares køligt. 
Planten kan – med forsigtighed – bruges som en kraftigt voksende bunddækkeplante.
| Portal | Portal:Botanik |

## Note
1. ↑  "Bayreuth Institute of Terrestrial Ecosystem Research: Forest Excursion Japan 2004" (PDF). Arkiveret fra originalen (PDF) 4. september 2011. Hentet 3. november 2008.